# Lothar Kurbjuweit
Lothar Kurbjuweit (* 6. November 1950 in Seerhausen) ist ein ehemaliger deutscher Fußballspieler und heutiger Fußballtrainer. In seiner Laufbahn spielte er für die BSG Stahl Riesa, den FC Carl Zeiss Jena und den Halleschen FC Chemie in der DDR-Oberliga. Er ist 66-maliger DDR-Nationalspieler.

## Karriere

### Als Spieler
Lothar Kurbjuweit spielte zu Beginn seiner Laufbahn ab 1959 in Seerhausen bei der BSG Traktor unter Trainer Heinz Ebermann. Noch als Schüler wechselte er 1965 zur nahegelegenen BSG Stahl Riesa. 1967 bestritt er sein erstes von insgesamt 29 Juniorenländerspielen für die U-18 der DDR. Bei den Jugendwettkämpfen der Freundschaft wurde die ostdeutsche Auswahl im Sommer 1968 in Ungarn mit Kurbjuweit Dritter. Beim UEFA-Juniorenturnier, der inoffiziellen Junioreneuropameisterschaft dieser Tage, im Frühjahr 1969 holte die DFV-U-18 als Gastgeber die Silbermedaille.
Als Stahl Riesa 1968 in die höchste DDR-Fußballklasse Oberliga aufstieg, bestritt er bereits als 17-Jähriger seine ersten Spiele im Oberhaus. Mit 19 Jahren wurde er am 16. Mai 1970 zum ersten Mal in der A-Nationalmannschaft in der Begegnung Polen – DDR (1:1) auf der Position des linken Innenverteidigers eingesetzt. Gleichzeitig schloss er in einer berufsbegleitenden Ausbildung eine Lehre zum Betriebsschlosser und das Abitur ab.
Als Nationalspieler war er damit nicht mehr bei einer Betriebssportgemeinschaft zu halten und für eine Delegierung zu einem Fußballclub vorgesehen. Nationaltrainer Georg Buschner, der zugleich Trainer des dreifachen DDR-Fußballmeister FC Carl Zeiss Jena war, hielt große Stücke auf den 1,80 Meter großen Abwehrspieler und veranlasste den Wechsel Kurbjuweits zu Beginn der Saison 1970/71 nach Jena. Bis dahin hatte Kurbjuweit für Riesa 35 Oberligaspiele bestritten. Zwar konnte er mit Jena keine Meistertitel mehr gewinnen. Die Defensivkraft holte aber in den Jahren 1972, 1974 und 1980 mit seiner Mannschaft den DDR-Fußballpokal, stand dabei in allen drei Endspielen in der FCC-Startelf und bestritt auch alle anderen Spiele dieser Pokalrunden.
Neben dem Pokalgewinn war das Jahr 1974 auch in anderer Hinsicht für Kurbjuweit von Bedeutung. Erstmals hatte sich die DDR-Nationalmannschaft für eine Weltmeisterschafts-Endrunde qualifiziert. Kurbjuweit gehörte zum Aufgebot und bestritt vier der sechs Begegnungen, unter anderem war er bei dem legendären 1:0-Sieg über die DFB-Auswahl dabei. Insgesamt kam Kurbjuweit auf 66 A-Länderspieleinsätze beziehungsweise nach FIFA-Lesart auf 59 Partien. Hinzu kommen noch 17 Partien (ein Tor) mit der Nachwuchsauswahl. Als bereits 29 Jahre alter Akteur unterstützte Kurbjuweit die ostdeutschen Talente bei ihrem U-21-Vizeeuropameistertitel 1980. Schon acht Jahre zuvor war er mit der Olympiaauswahl erfolgreich, die bei den Spielen in München die Bronzemedaille gewonnen hatte. Diesen Erfolg konnte er 1976 mit dem Gewinn der olympischen Goldmedaille in Montreal überbieten. Für diesen Erfolg wurde er mit dem Vaterländischen Verdienstorden in Silber ausgezeichnet. Insgesamt stand er 13 Mal in offiziellen Spielen der Olympiaauswahl auf dem Platz.
Durch das erfolgreiche Abschneiden im nationalen Pokal und in der Oberliga kam auch der FC Carl Zeiss zu internationalen Spielen in den europäischen Pokalwettbewerben. Hier kam Kurbjuweit auf 55 Einsätze und ist damit in dieser Hinsicht bisher Rekordspieler der Jenaer. Er stand auch in der Mannschaft, die 1981 das Finale im Pokalsiegerwettbewerb erreichte, aber 1:2 gegen Dinamo Tiflis verlor.
Mit Ende der Saison 1983 beendete Kurbjuweit im Alter von 32 Jahren seine Laufbahn als aktiver Fußballspieler in Jena, nachdem er dort 408 Pflichtspiele absolviert hatte (Oberliga: 299, DDR-Pokal: 54, Europapokal: 55, insgesamt 39 Tore). In den letzten Jahren wurde er in der Regel als Abwehrspieler eingesetzt, doch bestritt er zum Beispiel seine Pokalendspiele stets im Mittelfeld. Für ein Jahr spielte Kurbjuweit in der Saison 1983/84 noch für den Halleschen FC Chemie, bei dem er seine letzten 23 Oberligaspiele bestritt. Damit kam er insgesamt auf 357 Erstligaspiele und steht damit auf Platz 11 der Rangliste jener Kicker mit den meisten Oberligaeinsätzen.

### Als Trainer
Im Sommer 1984 begann Kurbjuweit, der bereits als Diplomsportlehrer ausgebildet war, seine Laufbahn als Fußballtrainer. Er blieb in Jena und war zunächst Assistenztrainer der 2. Mannschaft des FC Carl Zeiss. Am 4. Oktober 1984 löste er Dietmar Pfeifer als Cheftrainer der Oberligamannschaft ab und konnte die Mannschaft vom 11. Platz noch auf Rang 7 zum Ende der Saison verbessern. Abgesehen von Platz 3 in der folgenden Spielzeit konnte Kurbjuweit den FC Carl Zeiss nicht entscheidend voranbringen, sodass er im Herbst 1989 auf Tabellenplatz 13 entlassen wurde. Anschließend übernahm er für eineinhalb Jahre das Traineramt beim FC Rot-Weiß Erfurt. Danach kehrte Kurbjuweit nach Jena zurück und trainierte dort ehrenamtlich die Junioren des FC Carl Zeiss. 1996 war er für kurze Zeit Präsident des Klubs. Vom Juli 2003 bis September 2004 und vom Juni bis Dezember 2005 war Kurbjuweit als Trainer des VfB Pößneck in der Oberliga tätig, bevor er wegen der schlechten sportlichen und finanziellen Lage der Pößnecker seinen Vertrag kündigte, um als Spielerbeobachter zum 1. FC Nürnberg zu gehen.
1. Juni 2010 übernahm Kurbjuweit als Nachfolger von Heiko Weber das Amt des Sportdirektors beim FC Carl Zeiss Jena; von dieser Aufgabe wurde er am 20. April 2011 entbunden. Ab dem 1. Juli 2011 betreute er die zweite Mannschaft von FC Carl Zeiss Jena und ersetzte dort Michael Junker. Zwischenzeitlich übernahm er nach der Entlassung von Heiko Weber am 30. Oktober 2011 für eine Woche interimistisch das Traineramt der ersten Mannschaft. Am 13. April 2014 wurde er erneut Interimstrainer der ersten Mannschaft in der Regionalliga. Am 30. Mai 2014 gab der FC Carl Zeiss Jena bekannt, nach Absage des ursprünglich verpflichteten Patrick van Kets mit Kurbjuweit als Cheftrainer die Regionalligasaison 2014/15 bestreiten zu wollen. Nach drei erfolglosen Spielen enthob ihn der Jenaer Präsident, sein ehemaliger Mitspieler Lutz Lindemann, seines Amtes und der im Sommer zunächst als Co-Trainer geholte frühere FCC-Profi Karsten Hutwelker wurde neuer Chefcoach.

## Privates
Lothar Kurbjuweit heiratete 1980 die damalige Jenaer Weitspringerin Birgit Grimm. Nach der deutschen Wiedervereinigung baute er sich eine neue berufliche Existenz auf und wurde 1992 geschäftsführender Gesellschafter eines Autohauses in Jena-Göschwitz. Sein Sohn Tobias wurde ebenfalls Fußballspieler, begann in Jena und spielte danach u. a. beim FC St. Pauli und dem 1. FC Magdeburg.